# Vanguarda

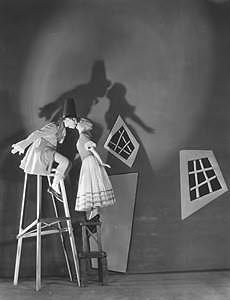
Uma imagem publicitária de The Love of Zero, um curta-metragem de vanguarda de 1927 de Robert Florey

A vanguarda (do francês avant-garde) significa, literalmente, a guarda avançada ou a parte frontal de um exército. Seu uso metafórico data de inícios do século XX, referindo-se a setores de maior pioneirismo, consciência ou combatividade dentro de um determinado movimento social, político, científico ou artístico. Nas artes, a vanguarda produz a ruptura de modelos preestabelecidos, defendendo formas antitradicionais de arte e o novo nas fronteiras do experimentalismo.

## História
O termo foi originalmente usado pelos militares franceses para se referir a um pequeno grupo de reconhecimento que explorava à frente da força principal. Também se tornou associado a radicais franceses de esquerda no século XIX, que agitavam por reformas políticas. Em algum momento de meados daquele século, o termo foi vinculado à arte pela ideia de que a arte é um instrumento de mudança social. Somente no final do século XIX a l'art d'avant-garde começou a romper com sua identificação com as causas sociais de esquerda para se alinhar mais às questões estéticas. Vanguarda geralmente se refere a grupos de pensadores, escritores e artistas que expressam ideias e experimentam abordagens que desafiam os cânones vigentes. Ideias de vanguarda, especialmente quando abrangem questões sociais, muitas vezes são gradualmente assimiladas pela sociedade, tornando-se mainstream e criando o ambiente para o surgimento de novas rupturas, por uma nova geração de radicais.

## Teorias

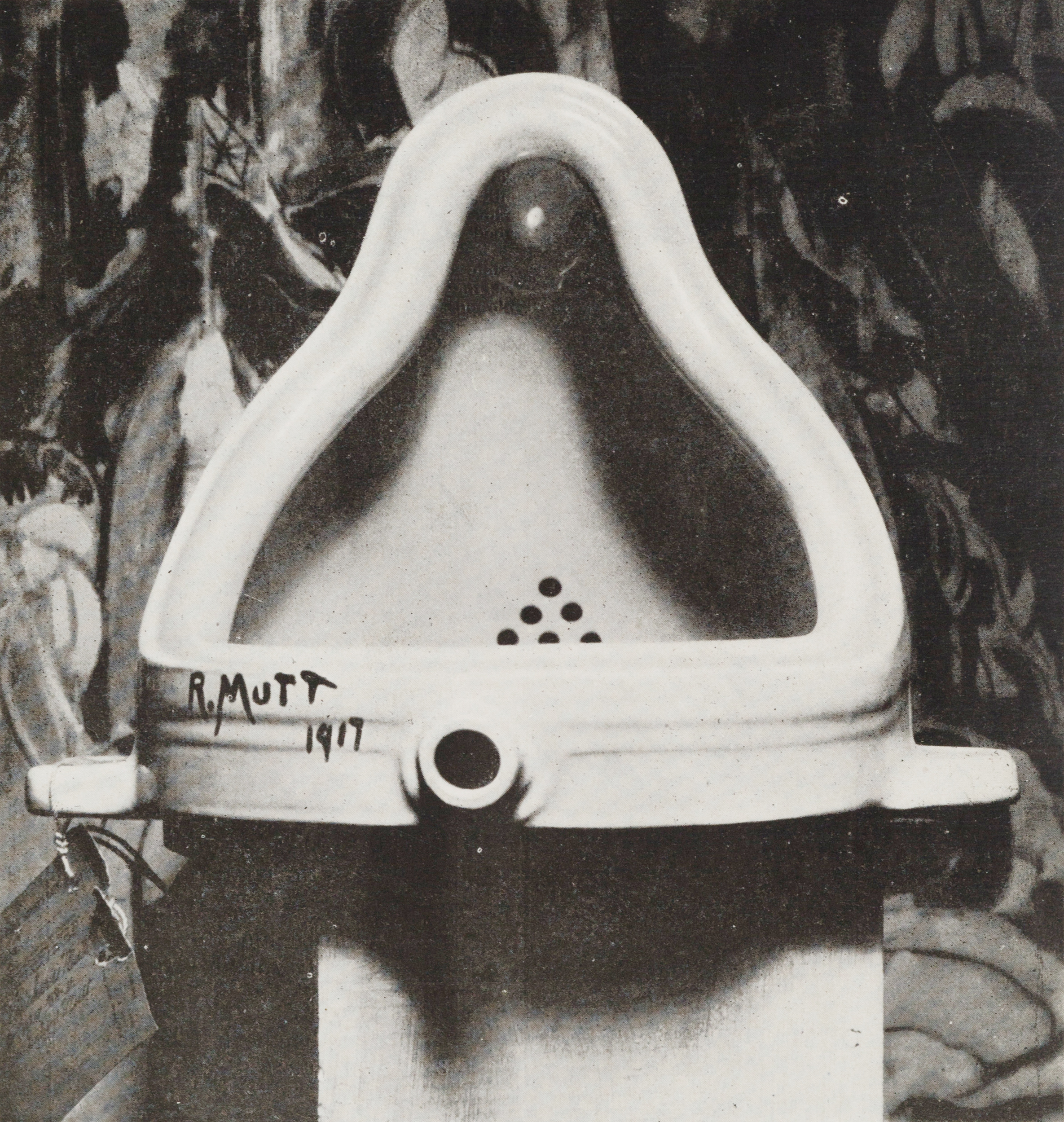
Marcel Duchamp, Fonte, 1917. Foto de Alfred Stieglitz

Vários escritores têm tentado, com sucesso limitado, mapear os parâmetros da atividade avant-garde. O ensaísta italiano Renato Poggioli proporciona uma das mais conhecidas análises de vanguardismo como um fenômeno cultural em seu livro de 1962, Teoria dell'arte d'Avanguardia (Teoria da arte de vanguarda). Levantando aspectos históricos, sociais, psicológicos e filosóficos do vanguardismo, Poggioli ultrapassa instâncias individuais da arte, poesia e música para mostrar que os vanguardistas podem compartilhar certos ideais e valores que se manifestam na adoção de um estilo de vida não conformista. Ele vê a cultura de vanguarda como uma variedade ou subcategoria de boêmia.
Outros autores têm procurado tanto esclarecer quanto ampliar o estudo de Poggioli. O crítico literário Peter Bürger escreveu Teoria do Avant-Garde (1974) olhando para a adesão do Establishment às obras de arte socialmente críticas e sugere que, em cumplicidade com o capitalismo, "a arte como instituição neutraliza o conteúdo político do trabalho individual".
O ensaio de Bürger também influenciou o trabalho de historiadores da arte contemporânea americana como o alemão Benjamin H.D. Buchloh (nascido em 1941), enquanto os críticos mais antigos, como Bürger, continuam a ver o neo-avant-garde do pós-guerra como uma reciclagem vazia de formas e as estratégias das duas primeiras décadas do século XX. Outros, como Clement Greenberg (1909-1994), viram de forma mais positiva, como uma nova articulação das condições específicas da produção cultural no período do pós-guerra. Buchloh, na coletânea de ensaios O neo-avantgarde e a Indústria Cultural, (2000) argumenta criticamente uma abordagem dialética para essas posições. A crítica posterior teorizou as limitações dessas abordagens, observando suas áreas circunscritas de análise, incluindo o eurocentrismo, machismo e definições específicas de gênero.

## Brasil
Segundo a pesquisadora Otília Arantes, a avant-garde brasileira atravessou três momentos diferentes: a modernidade dos anos 20 e 30, o concretismo e o neoconcretismo dos anos 50 e a produção dos anos 60. As exposições "Opinião 65", "Propostas 65", "Nova Objetividade brasileira" e "Do corpo à terra" formalizaram a possibilidade de uma arte experimental através do debate, com obras e texto.
Hélio Oiticica busca definir uma especificidade para a vanguarda brasileira, situando-a na esteira da exposição da "Nova Objetividade". A partir daí, afirma, a estrutura da obra mudou (não é mais "pintura" ou "escultura") para "ordens ambientais".
Em Por que a vanguarda brasileira é carioca, de 1966, Frederico Morais já defende a ideia de uma vocação construtiva para a arte brasileira e também coloca a arquitetura e o movimento concreto como exemplo desta. O movimento concreto colaborou para uma caracterização da cultura brasileira, porém, era mais ligado à industrialização, já que as obras deste período eram extremamente racionais e matemáticas.

## Exemplos

### Música
Avant-garde na música pode se referir a qualquer forma de música trabalhando dentro de estruturas tradicionais, enquanto busca quebrar limites de alguma maneira. O termo é usado vagamente para descrever o trabalho de qualquer músico que se afaste radicalmente da tradição. Por esta definição, alguns compositores de vanguarda do século XX incluem Arnold Schönberg, Richard Strauss (em seus primeiros trabalhos), Charles Ives, Igor Stravinsky, Anton Webern, Edgard Varèse, Alban Berg, George Antheil (apenas nas primeiras obras),Henry Cowell (nas primeiras obras), Harry Partch, John Cage, Iannis Xenakis, Morton Feldman, Karlheinz Stockhausen, Pauline Oliveros, Philip Glass, Meredith Monk, Laurie Anderson, e Diamanda Galás.
Há uma outra definição de "vanguarda" que o distingue do "modernismo": Peter Bürger, por exemplo, diz que o vanguardismo rejeita a "instituição da arte" e desafia os valores sociais e artísticos e, portanto, envolve necessariamente políticos, sociais, e fatores culturais. De acordo com o compositor e musicólogo Larry Sitsky, compositores modernistas do início do século XX que não se qualificam como vanguardistas incluem Arnold Schoenberg, Anton Webern e Igor Stravinsky; compositores modernistas posteriores que não se enquadram na categoria de vanguardistas incluem Elliott Carter, Milton Babbitt, György Ligeti, Witold Lutosławski e Luciano Berio, uma vez que "seu modernismo não foi concebido com o propósito de incitar uma audiência".
A década de 1960 viu uma onda de música livre e de vanguarda no gênero jazz, representada por artistas como Ornette Coleman, Sun Ra, Albert Ayler, Archie Shepp, John Coltrane e Miles Davis. Na música rock dos anos 1970, o descritor de "arte" era geralmente entendido como "agressivamente vanguardista" ou "pretensiosamente progressivo". Artistas pós-punk do final dos anos 1970 rejeitaram as sensibilidades do rock tradicional em favor de uma estética de vanguarda.

### Teatro
Enquanto a vanguarda tem uma história significativa na música do século XX, ela é mais pronunciada no teatro e na arte performática, e frequentemente em conjunto com a música e inovações de design de som, bem como desenvolvimentos em design de mídia visual. Existem movimentos na história do teatro que se caracterizam por suas contribuições às tradições de vanguarda nos Estados Unidos e na Europa. Entre eles estão Fluxus, Happenings e Neo-Dada.
O termo "vanguarda" começou a ser usado no século XIX para descrever movimentos inovadores nas artes visuais.

## Movimentos artísticos
- Expressionismo abstrato
- COBRA
- Arte conceitual
- Construtivismo
- Cubismo
- Dadaísmo
- De Stijl
- Expressionismo
- Fauvismo
- Fluxus
- Futurismo
- Imaginismo
- Imagismo
- Impressionismo
- Incoerentes
- Land art
- Les Nabis
- Abstração Lírica
- Arte minimalista
- Orfismo
- Arte pop
- Precisionismo
- Primitivismo
- Rayonismo
- Realismo
- Situacionismo
- Suprematismo
- Surrealismo
- Simbolismo
- Taquismo
- Construtivismo Universal
- Actionism vienense
- Vorticismo
- Criacionismo
- Nadaism
- Estridentismo
- Ultraist

### Bibliográficas
- ARGAN, Giulio Carlo; Arte moderna; São Paulo: Editora Companhia das Letras, 1992